# Франсіско Рібальта
Франсіско Рібальта (ісп. Francisco Ribalta; 2 червня 1565, Сольсона, Леріда — 14 січня 1628, Валенсія) — іспанський художник перехідної доби від іспанського маньєризму до раннього бароко.

## Життєпис
Майбутній художник народився у Сольсоні, Леріда. 1572 року родина із сином перебралась на житло у місто Барселону. Відомо, що його батько був кравець. Батько помер рано і хлопця пристроїли до майстерні художника. По смерті батька він разом із старшим братом продали землю і виноградник у Сольсоні, що отримали у спадок. 1582 року він відбув у Мадрид. Від цього року відомий його перший релігійний образ «Приготування до розп'яття Христа», де художник-початківець намагався довести власну спроможність бути самостійним майстром, здатним створити власну композицію і подати її у фантазійному пейзажі.
До раннього періоду творчості належить декілька творів з помітним впливом італійських майстрів. Так, він створив власну копію з копійної композиції Леонардо да Вінчі «Таємна вечеря», що бачив в трапезній якогось монастиря. На нього справили враження твори римського художника Себастьяно дель Пйомбо, так, він практично повторив фігуру Христа на шляху на Голгофу, відому за малюнками римського майстра. Відомим центром маньєристичного стилю у Іспанії його часів був Ескоріал, монастир і палац іспанського короля Філіпа ІІ, де працювала бригада італійських майстрів-маньєристів. Ранні твори Рібальти несуть помітний вплив маньєризму ескоріального варіанта. Серед них картина «Мучеництво св. Катерини Александрійської» з елегантною і перекрученою фігурою святої з Александрії.

## Власна родина
В роки перебування і праці у Мадриді він пошлюбився із Агнесою Пелайо. В родині було дві доньки і син. Дружина художника померла 1601 року. Син (Хуан Рібальта) теж став художником.

## Праця у Валенсії
На переїзд до Валенсі могло вплинути декілька факторів. В Мадриді померла дружина художника. 1598 року помер король Філіп ІІ і у художника пропали шанси отримати замови на декоративні роботи у монастирі Ескоріал.
Відомо, що він був у дружніх стосунках із Лопе де Вега, іспанським драматургом і особистим секретарем маркіза де Мальпіка. Маркіз у свою чергу був братом архієпископа Хуана де Рібери, котрий активно цікавився мистецтвом. Відомо, що архієпископ у той період опікувався облаштуванням образами валенсіанського коледжу Корпус Крісті. Вже в лютому 1599 року Франсіско Рібальта вже працював у Валенсії.
Період праці у Валенсії стане доволі плідним і Франсіско Рібальту схильні вважати один із засновників валенсіанської школи живопису доби раннього бароко.
Його караваджизм мав витоками не стільки твори самого Караваджо, скільки твори іспанських послідовників римського майстра та впливи митців Венеції, тих же Себастьяно дель Пйомбо чи Бассано. Його караваджизм, на думку аналітиків, був доволі недінамічним і консервативним.

## Учні Рібальти
- Хуан Рібальта (1596—1628)
- Вісенте Кастелло (бл. 1586—1636)

## Обрані твори (перелік)

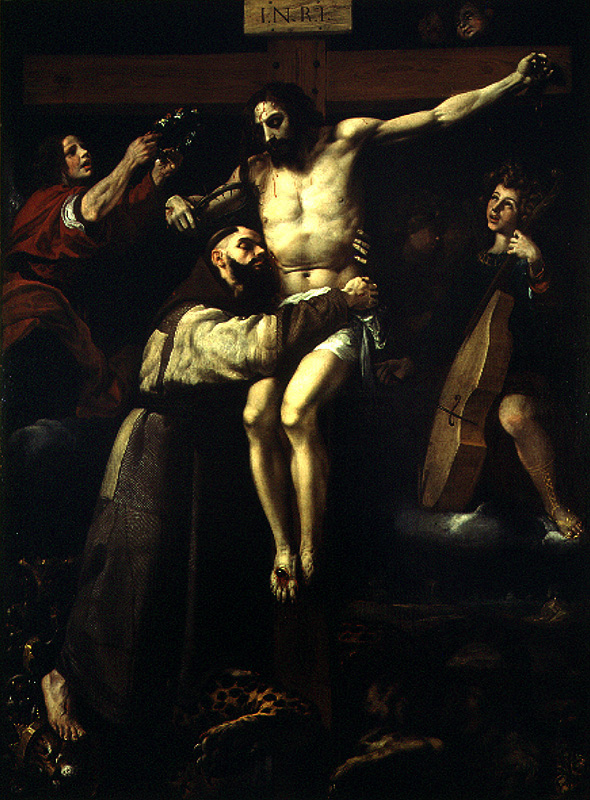
Франсіско Рібальта. «Франциск Ассізький біля розп'ятого Христа», 1620 р. Музей витончених мистецтв Валенсії

- «Приготування Христа до Розп'яття», Ермітаж
- «Св. Лука малює Мадонну» (автопортрет)
- «Видіння Франциска Ассізького і янгельська музика»
- «Мучеництво св. Катерини Александрійської», Ермітаж
- «Благовіщення» для монастиря Втілення у Мадриді
- «Свята Родина», Королівська колегія Корпус Крісті, Валенсія
- «Таємна вечеря», Королівська колегія Корпус Крісті, Валенсія
- «Шлях на Голгофу»
- «Розп'яття»
- «Оплакування Христа»
- «Мертвий Христос і два янголи», Національний музей  Прадо, Мадрид
- «Вівтар Портацеллі»
- «Св. Бруно»
- «Видіння падре Франсіско Херонімо Сімона», Національна галерея (Лондон)
- «Св. Амвросій»
- «Франциск Ассізький біля розп'ятого Христа»
- «Апосол Павло»
- «Св. Іван Хреститель»

## Обрані твори (галерея)

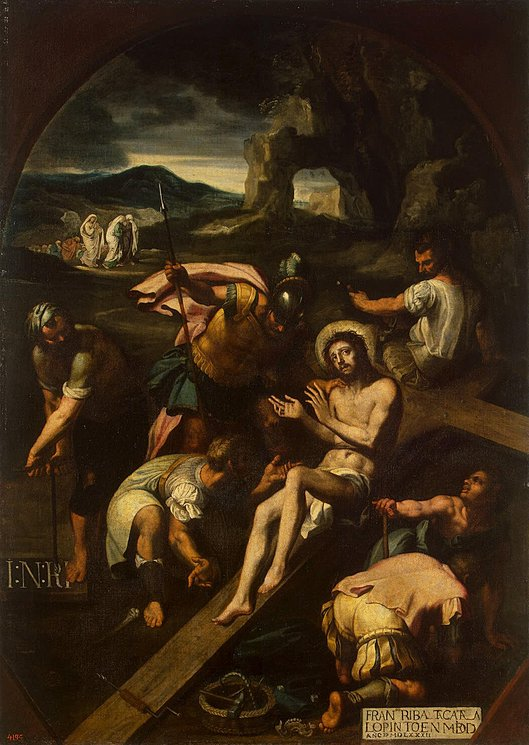
Франсіско Рібальта. «Приготування до розп'яття Христа», 1582 р., Ермітаж
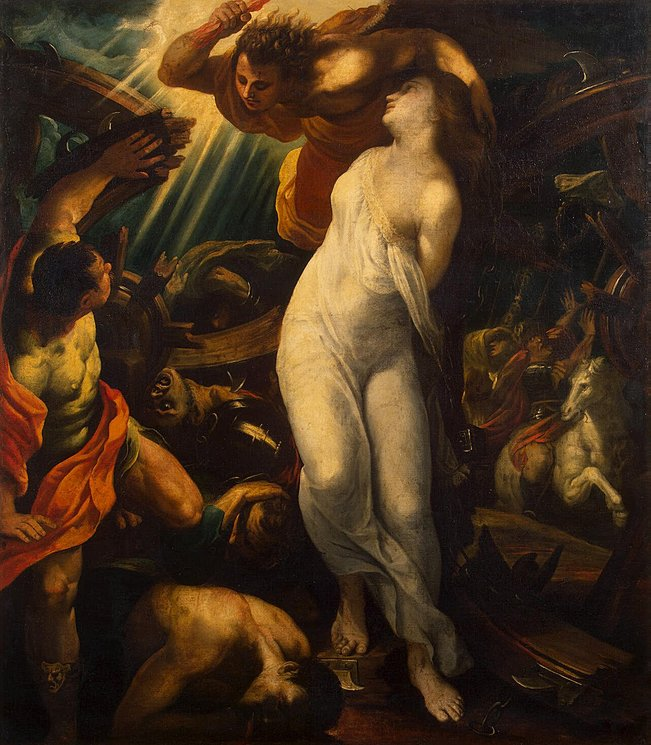
Франсіско Рібальта. «Мучеництво св. Катерини Александрійської», Ермітаж
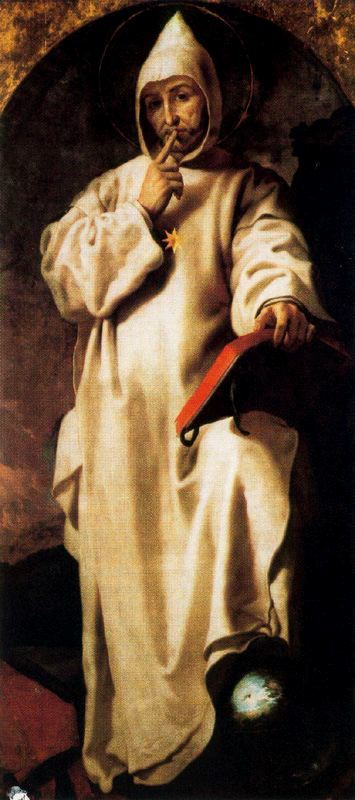
Франсіско Рібальта. «Св. Бруно»
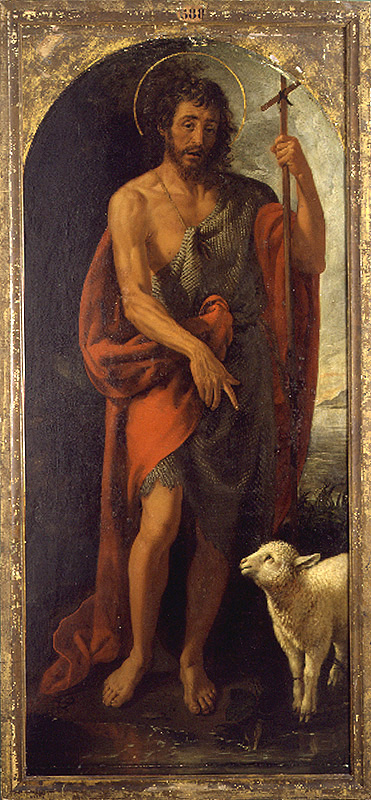
Франсіско Рібальта. «Св. Іван Хреститель»
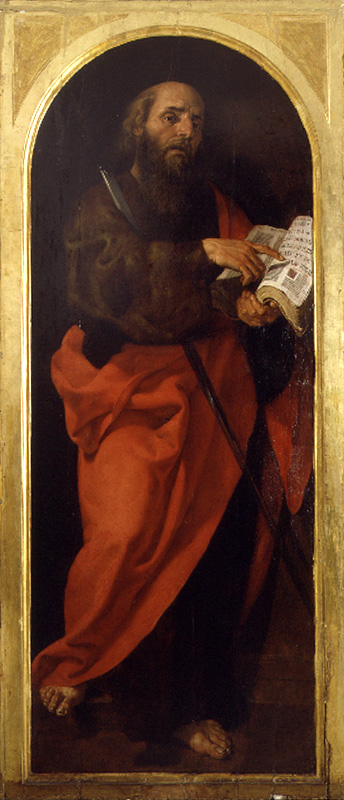
Франсіско Рібальта. «Апостол Павло»
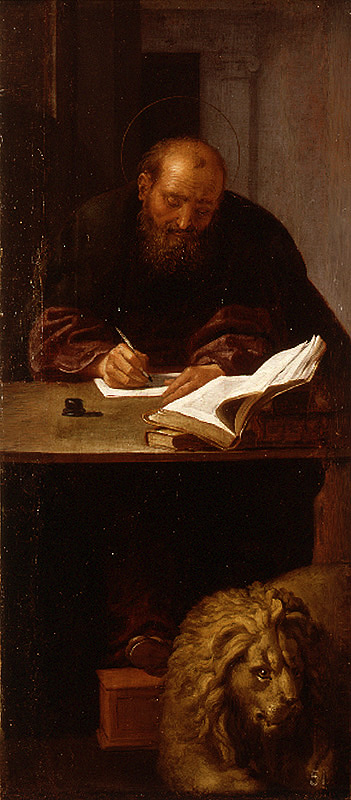
Франсіско Рібальта. «Євангеліст Марк»
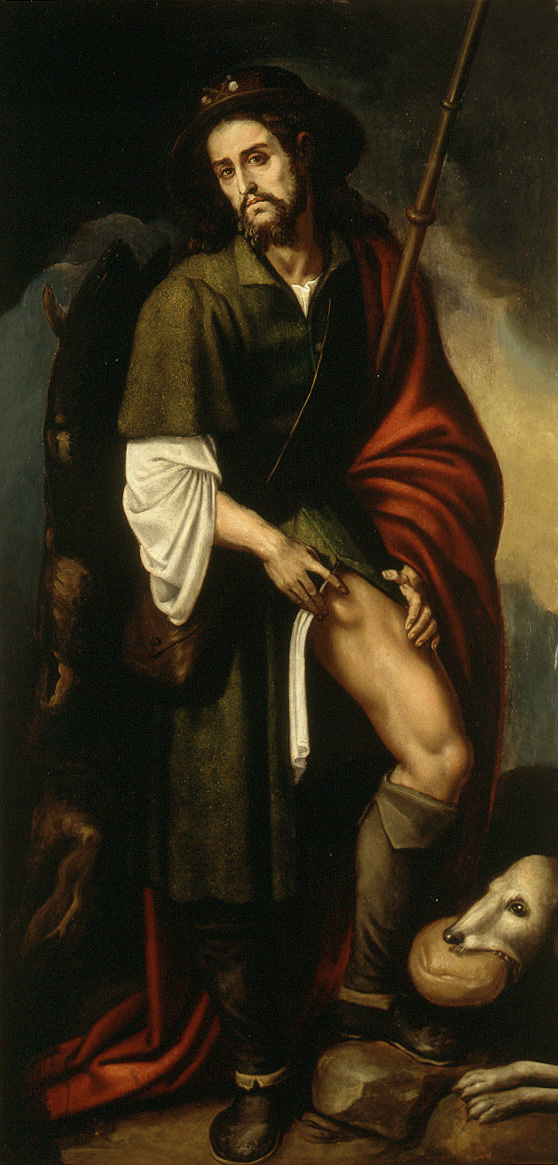
Франсіско Рібальта. «Св. Рох», захисник від чуми
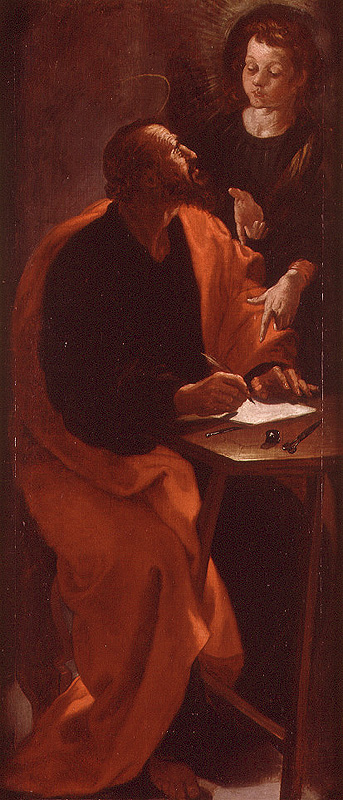
Франсіско Рібальта. «Євангеліст Матвій»
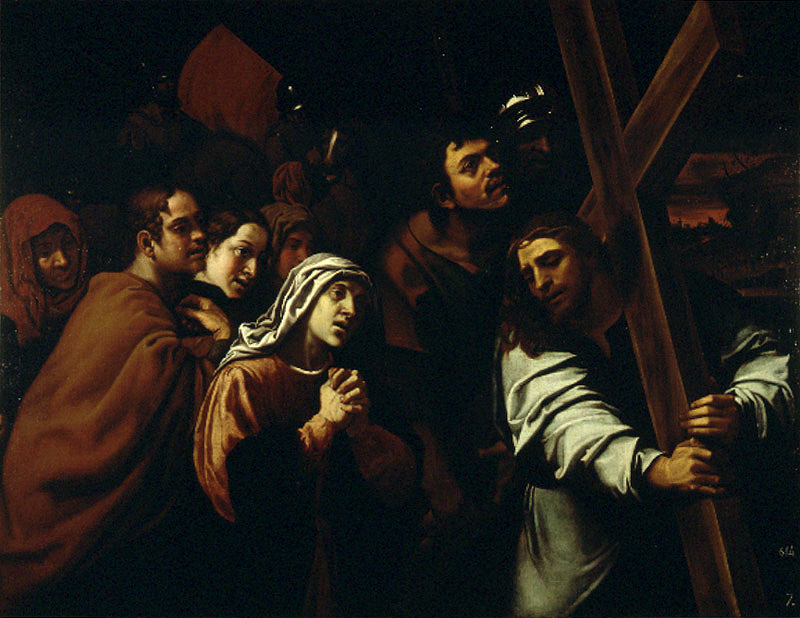
Франсіско Рібальта. «Шлях на Голгофу»